# Dimaix Khudaiberguen
Dinmukhammed Khanatuli Khudaiberguen (en kazakh: Дінмұхаммед Қанатұлы Құдайберген, Dınmūhammed Qanatūly Qūdaibergen; Aktobé, el Kazakhstan, 24 de maig de 1994), més conegut com Dimaix Khudaiberguen, és un cantant, compositor i multiinstrumentista kazakh. Té formació universitària en música clàssica i contemporània, i és conegut pel seu amplíssim registre vocal. Ha interpretat cançons en tretze idiomes.
Encara que li van oferir un lloc en l'Òpera d'Astanà, va decidir llaurar-se una carrera en la música contemporània, barrejant elements clàssics i música tradicional kazakh amb música pop.
Va guanyar una important popularitat al Kazakhstan i altres països postsoviètics en 2015 en convertir-se en el guanyador del Gran Premi del Basar Slavianski de Vítsiebsk (Belarús). Va saltar a la fama a la Xina amb la seva participació a un popular concurs de la Televisió Hunan.

## Primers anys
Nascut a Aktobé, una ciutat situada al nord-oest del Kazakhstan, Khudaiberguen és fill de Khanat Khudaiberguenuli Aitbaiev, un polític local, i de Svetlana Aitbaieva, una cantant soprano, diputada regional i directora artística d'un estudi infantil. Kudaibergen es va criar en una família musical molt unida, i els seus avis van exercir un paper important en la seva educació, que seguia en gran manera els costums tradicionals kazakhs.
Kudaibergen va començar a actuar a una edat primerenca, cantant i tocant el piano. La seva primera aparició en l'escenari va ser als dos anys, en un paper menor en una producció teatral local. A casa, Kudaibergen es va interessar pels instruments musicals, i els seus pares i el seu professor de música es van adonar que tenia una oïda absoluta. Als cinc anys, ja va començar a rebre classes de piano i cant en l'estudi infantil de l'escola de música local. Kudaibergen va cantar per primera vegada en un escenari aquest mateix any, amb cinc anys. Als sis anys, en 2000, va guanyar el concurs nacional de piano Aynalayin.
En 2014, es va graduar en Música Clàssica a la Universitat K. Zhubanov de Aktobe i després de Música Contemporània a la Universitat Nacional d'Arts del Kazakhstan a Astanà. El 18 de juny de 2020 es va graduar en la mateixa universitat amb un Màster en Composició defensant la seva tesi de Màster amb una puntuació perfecta, i rebent una recomanació per a l'admissió als estudis de doctorat en música.
Kudaibergen toca set instruments: piano, teclats, dombra, bateria, guitarra, marimba i el baian.
Parla kazakh i rus, i està estudiant anglès i mandarí. Ha interpretat cançons en 13 idiomes: kazakh, rus, anglès, xinès mandarí, italià, francès, espanyol, alemany, serbi, turc, ucraïnès, kirguís i japonès.

## Carrera
Va saltar a la fama a la Xina amb la seva participació com a «concursant comodí» en el popular programa en xinès: 歌手2017 (lit. ‘Cantant del 2017’) de Televisió Hunan, el qual es va emetre setmanalment des del 21 de gener al 22 d'abril de 2017. Competint amb altres cantants, va arribar a la final i va acabar com a finalista. Les seves actuacions en Singer 2017 van ser destacades en la llista Fresh Asia Music, inclòs el seu senzill «Unforgettable Day». El seu senzill «Eternal Memories» es va situar en el primer lloc de la llista QQ d'iTunes en el dia del llançament. En 2017, va aparèixer en nombrosos programes de televisió i esdeveniments públics a la Xina, el Kazakhstan i França. El 27 de juny de 2017, juntament amb la Expo 2017, va celebrar el seu primer concert en solitari en Astana, el Kazakhstan, enfront d'una multitud de trenta mil persones, obtenint excel·lents crítiques. Va rebre diversos premis de música en 2017, incloent com el «Millor artista asiàtic» en la 24a edició dels Top Music Awards de la Xina (considerats els equivalents dels Grammy de la Xina) i el «Cantant més popular de l'estranger» en la Tencent MTV Asia Music Gala.
Des de llavors, també va començar a guanyar popularitat a Rússia i la resta de països postsoviètics en convertir-se en el guanyador del Gran Premi del Basar Slavianski de Vítsiebsk(Belarús) i així com als Estats Units per la seva participació en el concurs de The World's Best.
Ha participat en nombrosos festivals i ha fet diversos concerts i actuacions a Tòquio, Dubai, Düsseldorf, Praga, Minsk, Moscou, Kazan, Ufà, Fuzhou, Shenzhen, Londres i en més de 25 ciutats del Kazakhstan entre les quals destaquen Astanà i Almati.